# Hoddmimers skov
Hoddmimers skov (norrønt: Hoddmímis holt, "Hoddmimers skov", "Hoddmimers træ", som i materialet træ; bogstavelig talt "Skatmimers skov" eller "Skatmimers træ") er i nordisk mytologi det sted – enten en skov, et træ eller selve Yggdrasil afhængig forskellige nordiske forskeres teorier – hvor Liv og Livtraser overlever ragnaroks Fimbulvinter og sidste strid, ved at nære sig på morgenduggen.
| Nordisk mytologi | Spire Denne artikel om nordisk religion og mytologi er en spire som bør udbygges. Du er velkommen til at hjælpe Wikipedia ved at udvide den. |